# Sela francês
Selle français ou sela francês é uma raça de cavalo originária da França, da região da Normandia. Surgiu através do cruzamento de garanhões puro-sangue inglês com éguas das antigas linhagens de sela ou trotadoras anglo-normandas, tendo como finalidade produzir cavalos para os esportes hípicos.
A denominação "sela francês" foi adotada a partir de 1958, permitindo reunir num mesmo livro genealógico todas as linhagens regionais de cavalos de sela da França.

## Características
É um cavalo de muita classe, com ótima estrutura, e altura variando de 1,60 m a 1,70 m.
Tem bom caráter e temperamento vivo, a cabeça tem tamanho médio, o perfil reto ou subconvexo, a cernelha destacada, a linha dorso-lombar média, a garupa forte semi-oblíqua e arredondada, as espáduas inclinadas, os membros fortes e de andamentos extensos, com muita impulsão. São admitidas todas as pelagens, sendo predominante a castanha e a alazã.

## Aptidões
É cavalo de sela, próprio para os esportes hípicos de salto, adestramento e concurso completo de equitação.

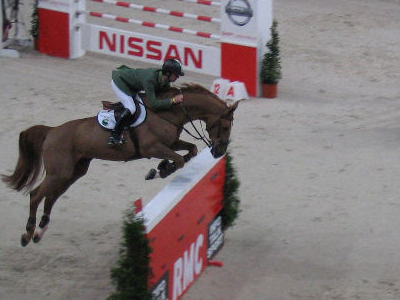
Baloubet e Rodrigo Pessoa no Grand-Prix de Paris-Bercy em 2005.

## Selas franceses famosos
- Baloubet du Rouet, campeão nos Jogos Olímpicos de Verão de 2004, em Atenas, e diversas vezes campeão do mundo montado por Rodrigo Pessoa.[2]
- Galan de Sauvagère, campeão olímpico por equipe nos Jogos Olímpicos de Verão de 2004, em Atenas, montado por Nicolas Touzaint.
- Oasis, cavalo de Rodrigo Pessoa.
- Jappeloup de Luze, campeão olímpico nos Jogos Olímpicos de Verão de 1988, em Seul, montado por Pierre Durand, é assimilado por erro a um sela francês enquanto era um trotteur français.